# Шей-Крик-Саммер-Хоум-Ареа
Шей-Крик-Саммер-Хоум-Ареа (англ. Shay Creek Summer Home Area) — невключенная территория в округе Алпайн, штат Калифорния. Свой статус территория получила 1 декабря 1991 года. Высота центра населенного пункта — 1 818 м над уровнем моря.